# Židovský hřbitov v Chotěboři
Židovský hřbitov v Chotěboři, s vchodem od východní strany, je součástí městského hřbitova v Žižkově ulici na jihu města Chotěboř. Byl založen v roce 1894 a pohřbívalo se zde až do 30. let 20. století.
Na ploše 1390 m2 se dochovalo kolem stovky novodobých náhrobních kamenů (macev) či jejich torz.
Novorománská márnice z let 1894–1895 s obřadní síní i domek hrobníka byly zbořeny v letech 1986–1989, kdy byl areál židovského hřbitova značně zdevastován.
V obci se také nachází bývalá modlitebna a synagoga.
Chotěbořská židovská komunita přestala existovat v roce 1940.